# Сабу (актёр)
Сабу Дастагир (хинди साबू दस्तगीर [səbu: ɖʱəst̪əgi:ɾ], 27 января 1924 — 2 декабря 1963) — киноактёр индийского происхождения, со временем получил американское гражданство. Снимался в кино под именем Сабу; известен ролями в фильмах 1930—1940-х годов, снятых в Великобритании и США.

## Биография
Сабу Дастагир родился 27 января 1924 года в Карапуре, княжество Майсур в Британской Индии. Был сыном погонщика слонов махараджи. В шестилетнем возрасте, после смерти отца, сам стал погонщиком.
В 1937 году, когда Сабу исполнилось 13 лет, английские кинематографисты Роберт Флаэрти и Золтан Корда выбрали его на главную роль Тоомаи в своем фильме «Маленький погонщик слонов». В 1938 году известный продюсер и кинорежиссёр Александр Корда подписал с Сабу контракт, и мальчик вместе со своим опекуном — старшим братом — переехал в Лондон.
В 1940 году Сабу сыграл главную роль маленького воришки Абу в экранизации известного сюжета сказок «1001 ночи» «Багдадский вор». Эта работа принесла юному актёру широкую популярность в мире кино.
Начиная с 1942 года, Сабу снимался в Голливуде, сыграл роли Маугли в фильме Золтана Корды «Книга джунглей» (1942), Али Бен Али в сказке Джона Роулинз «Арабские ночи» (1942), молодого генерала в кинодраме «Чёрный нарцисс» (1947).
После получения в 1944 году американского гражданства служил в Военно-воздушных силах США стрелком на тяжелых бомбардировщиках Consolidated B-24 Liberator. За храбрость и мужество при исполнении боевых задач в Тихом океане был награждён «Крестом лётных заслуг».
Последней киноработой Сабу стала роль Рама Сингха в экранизации романа Яна Ниала «Прогулка тигра» (1964). Фильм вышел на экраны уже после внезапной смерти актёра.

## Личная жизнь
С 1948 года до своей смерти Сабу был женат на актрисе Мэрилин Купер, имел двоих детей.
Умер Сабу Дастагир 2 декабря 1963 года в Лос-Анджелесе от сердечного приступа в возрасте 39 лет.

## Избранная фильмография
Сабу снялся в 20 игровых фильмах в Европе и США.

| Год  |   | Русское название          | Оригинальное название        | Роль                         |
| ---- | - | ------------------------- | ---------------------------- | ---------------------------- |
| 1937 | ф | Маленький погонщик слонов | Elephant Boy                 | Тоомаи                       |
| 1937 | ф | Барабан                   | The Drum                     | принц Азим                   |
| 1940 | ф | Багдадский вор            | The Thief of Bagdad          | Абу                          |
| 1942 | ф | Арабские ночи             | Arabian Nights               | Али Бен Али                  |
| 1942 | ф | Книга джунглей            | Jungle Book                  | Маугли                       |
| 1943 | ф | Белое рабство             | White Savage                 | Орано                        |
| 1944 | ф | Женщина-кобра             | Cobra Woman                  | Кадо                         |
| 1947 | ф | Конец реки                | The End of the River         |                              |
| 1947 | ф | Чёрный нарцисс            | Black Narcissus              | молодой генерал              |
| 1951 | ф | Дикие барабаны            | Savage Drums                 | Типо Тайру, Король-наследник |
| 1960 | ф | Хозяйка мира — Часть 1    | Die Herrin der Welt — Teil I |                              |
| 1964 | ф | Прогулка тигра            | A Tiger Walks                | Рам Сингх                    |